# Cosmin Prelipceanu
Cosmin Prelipceanu (n. 1 iulie 1974, Sibiu, România) este un jurnalist și realizator de programe de televiziune din România. El este în prezent moderatorul emisiunii „Jurnalul de seară” la Digi24 încă de la înființarea sa din 2012.

## Studii
În 1997, a absolvit Academia Militară din Sibiu ca șef de promoție. Este licențiat în marketing comunicațional, are un master în Științele Comunicării și a urmat cursul de producție TV al Școlii BBC București.

## Activitate profesională
Și-a început cariera la radio, unde a lucrat la Radio Activ, Radio Total, Radio Contact și Europa FM ca prezentator de știri și realizator de emisiuni. Între anii 2004–2005, a lucrat la Realitatea TV, iar între anii 2006–2007 a prezentat principalul jurnal al zilei la TVR 1. A revenit la Realitatea TV în anul 2007, unde a prezentat emisiunea Deschide lumea până în anul 2010. Actualmente, este moderatorul emisiunii „Jurnalul de seară” la Digi24.

## Viața personală
Este căsătorit cu Magda Prelipceanu și împreună au un copil.